# Alfred Maximilian Gruenther
Alfred Maximilian Gruenther, ameriški general, * 3. marec 1899, Platte Center, Nebraska, † 30. maj 1983, Washington, D.C.
Med 1957–1964 je bil predsednik ameriškega Rdečega križa.